# Wikimedia Enterprise
Wikimedia Empresa, en inglés: Wikimedia Enterprise es un producto comercial de la Fundación Wikimedia para proporcionar, de una manera más fácil de consumir, los datos de los proyectos de Wikimedia, incluida Wikipedia. 
Permite a los clientes recuperar datos a gran escala y con alta disponibilidad a través de diferentes formatos como API, instantáneas de datos o secuencias. Se lanzó en 2021.
Google e Internet Archive fueron sus primeros clientes, aunque Internet Archive no paga por el producto.
En 2022 Wikimedia Enterprise obtuvo 3.1 millones de dólares en ingresos totales.